# Ciofrângeni
Ciofrângeni is een Roemeense gemeente in het district Argeș.
Ciofrângeni telt 2564 inwoners.